# Hima Das
Hima Das (Dhing, 9 gennaio 2000) è una velocista indiana.

## Palmarès
| Anno | Manifestazione          | Sede       | Evento        | Risultato  | Prestazione | Note                          |
| ---- | ----------------------- | ---------- | ------------- | ---------- | ----------- | ----------------------------- |
| 2017 | Campionati asiatici U18 | Bangkok    | 200 m piani   | 7ª         | 25"05       |                               |
| 2017 | Mondiali under 18       | Nairobi    | 200 m piani   | 5ª         | 24"39       |                               |
| 2018 | Giochi del Commonwealth | Gold Coast | 400 m piani   | 6ª         | 51"32       | Miglior prestazione personale |
| 2018 | Giochi del Commonwealth | Gold Coast | 4×400 m       | 7ª         | 3'33"61     |                               |
| 2018 | Mondiali under 20       | Tampere    | 400 m piani   | Oro        | 51"46       |                               |
| 2018 | Mondiali under 20       | Tampere    | 4×400 m       | Batteria   | 3'39"10     |                               |
| 2018 | Giochi asiatici         | Giacarta   | 200 m piani   | Semifinale | dq          |                               |
| 2018 | Giochi asiatici         | Giacarta   | 400 m piani   | Argento    | 50"79       | Record nazionale              |
| 2018 | Giochi asiatici         | Giacarta   | 4×400 m       | Oro        | 3'28"72     |                               |
| 2018 | Giochi asiatici         | Giacarta   | 4×400 m misti | Oro        | 3'15"71     |                               |
| 2019 | Campionati asiatici     | Doha       | 400 m piani   | Batteria   | dnf         |                               |
| 2019 | World Relays            | Yokohama   | 4×400 m       | Batteria   | 3'31"93     |                               |
| 2022 | Giochi del Commonwealth | Birmingham | 200 m piani   | Semifinale | 23"42       |                               |
| 2022 | Giochi del Commonwealth | Birmingham | 4x100 m       | 5ª         | 43"81       |                               |